# Stazione di Zambra
La stazione di Zambra è una fermata ferroviaria posta sul tronco comune alle linee Bologna-Firenze
Lucca-Firenze. Serve il quartiere di Zambra, nel comune di Sesto Fiorentino.

## Storia
La fermata di Zambra venne attivata nel 1990.